# MAZ-535

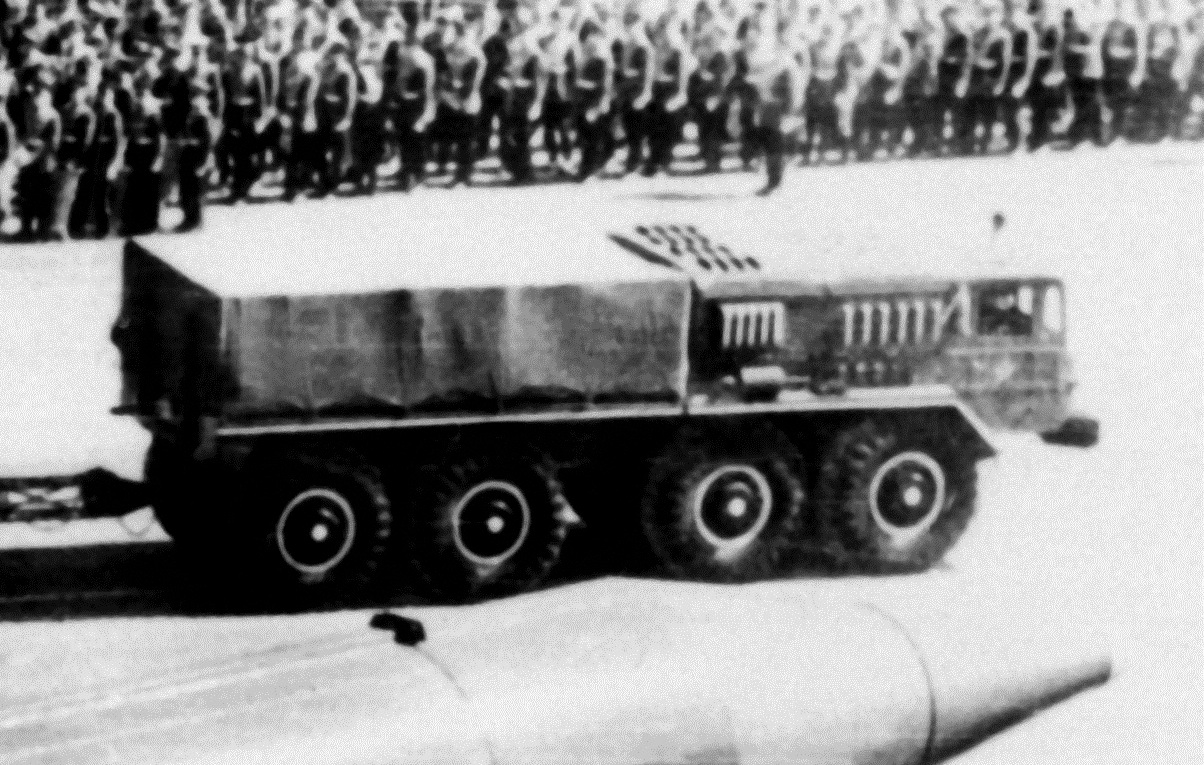
Un MAZ-535A en 1977.

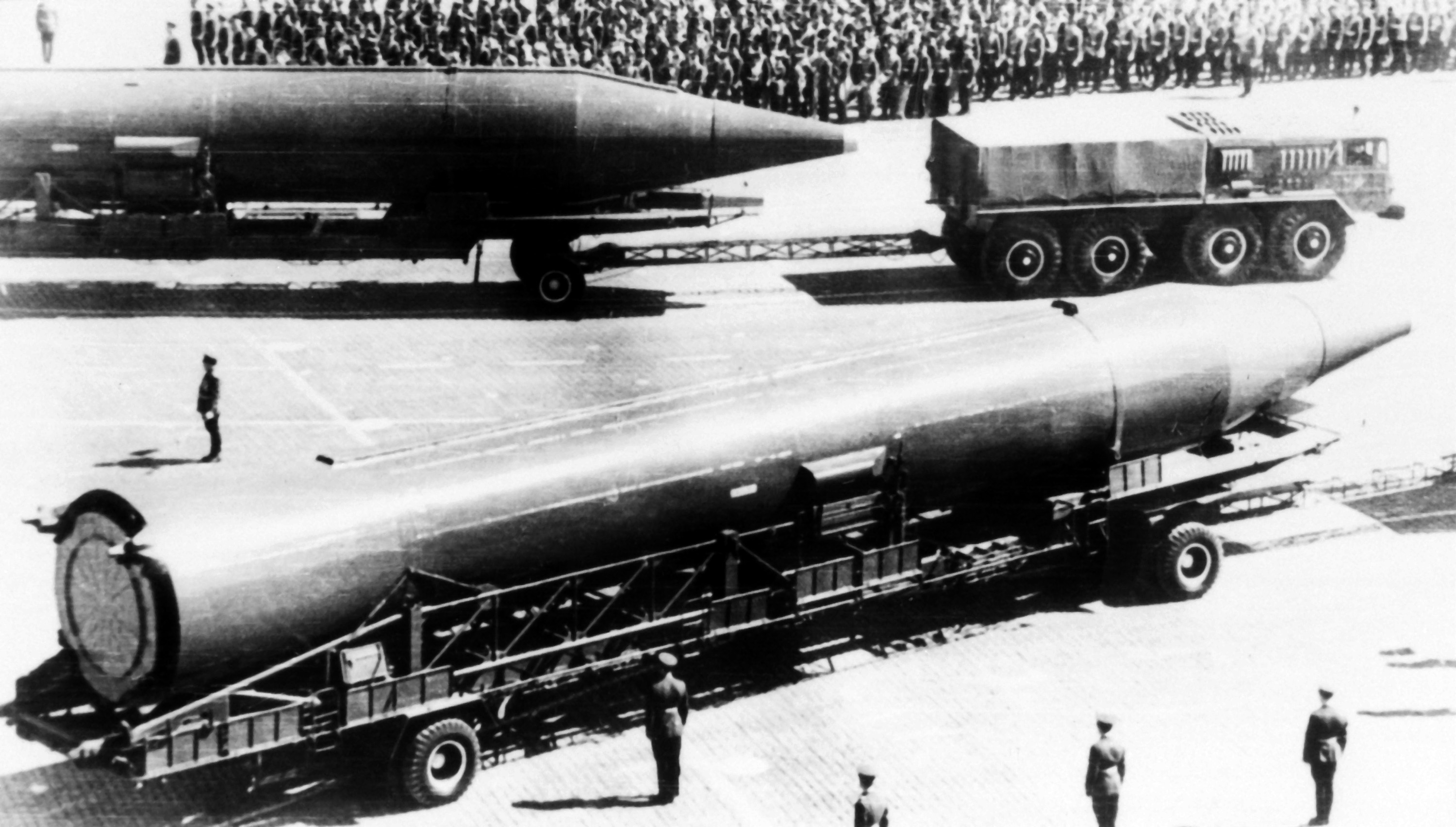
Misiles R-14 transportados por MAZ-535.

El MAZ-535 es un tractor de artillería del ejército soviético/ruso de cuatro ejes. Fue producido desde 1958 hasta 1964 por la MAZ bielorrusa.
Era capaz de transportar un misil balístico R-14.
Actualmente en servicio.
Apareció en el videojuego de Metal Gear Solid 3: Snake Eater.